# 347266 Carrière
347266 Carrière è un asteroide della fascia principale. Scoperto nel 2004, presenta un'orbita caratterizzata da un semiasse maggiore pari a 2,3173739 au e da un'eccentricità di 0,1585873, inclinata di 9,49100° rispetto all'eclittica.